# Moulton (Alabama)
Moulton és una població dels Estats Units a l'estat d'Alabama. Segons el cens del 2000 tenia 3.260 habitants.

## Demografia
Segons el cens del 2000, Moulton tenia 3.260 habitants, 1.384 habitatges, i 863 famílies. La densitat de població era de 213,3 habitants/km².
Dels 1.384 habitatges en un 24,7% hi vivien nens de menys de 18 anys, en un 46% hi vivien parelles casades, en un 13,4% dones solteres, i en un 37,6% no eren unitats familiars. En el 36,1% dels habitatges hi vivien persones soles el 18,1% de les quals corresponia a persones de 65 anys o més que vivien soles. El nombre mitjà de persones vivint en cada habitatge era de 2,19 i el nombre mitjà de persones que vivien en cada família era de 2,84.
Per edats la població es repartia de la següent manera: un 20,7% tenia menys de 18 anys, un 7,6% entre 18 i 24, un 26,7% entre 25 i 44, un 23,1% de 45 a 60 i un 21,8% 65 anys o més.
L'edat mediana era de 41 anys. Per cada 100 dones hi havia 81,7 homes. Per cada 100 dones de 18 o més anys hi havia 77,2 homes.
La renda mediana per habitatge era de 26.591 $ i la renda mediana per família de 35.195 $. Els homes tenien una renda mediana de 30.964 $ mentre que les dones 27.339 $. La renda per capita de la població era de 15.638 $. Aproximadament el 12,6% de les famílies i el 17,6% de la població estaven per davall del llindar de pobresa.

## Poblacions més properes
El següent diagrama mostra les poblacions més properes.